# Gloria Allred

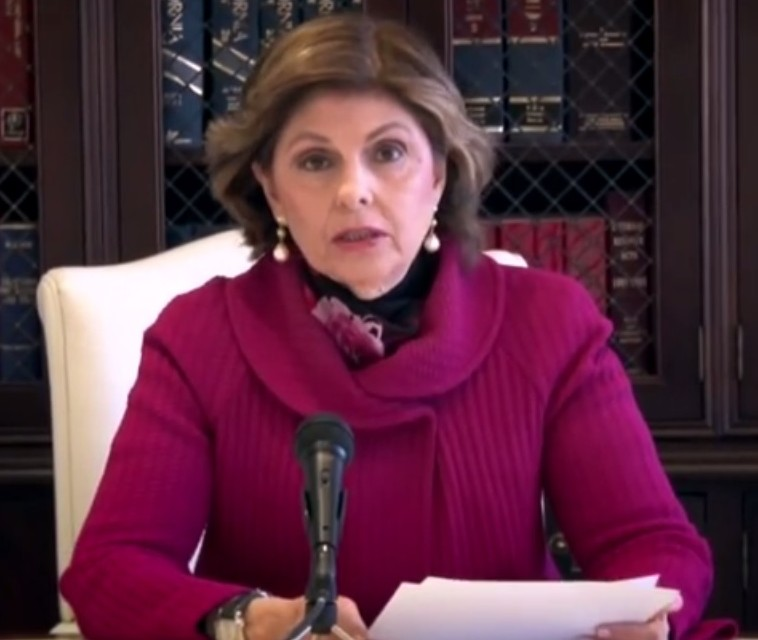
Gloria Allred (2012)

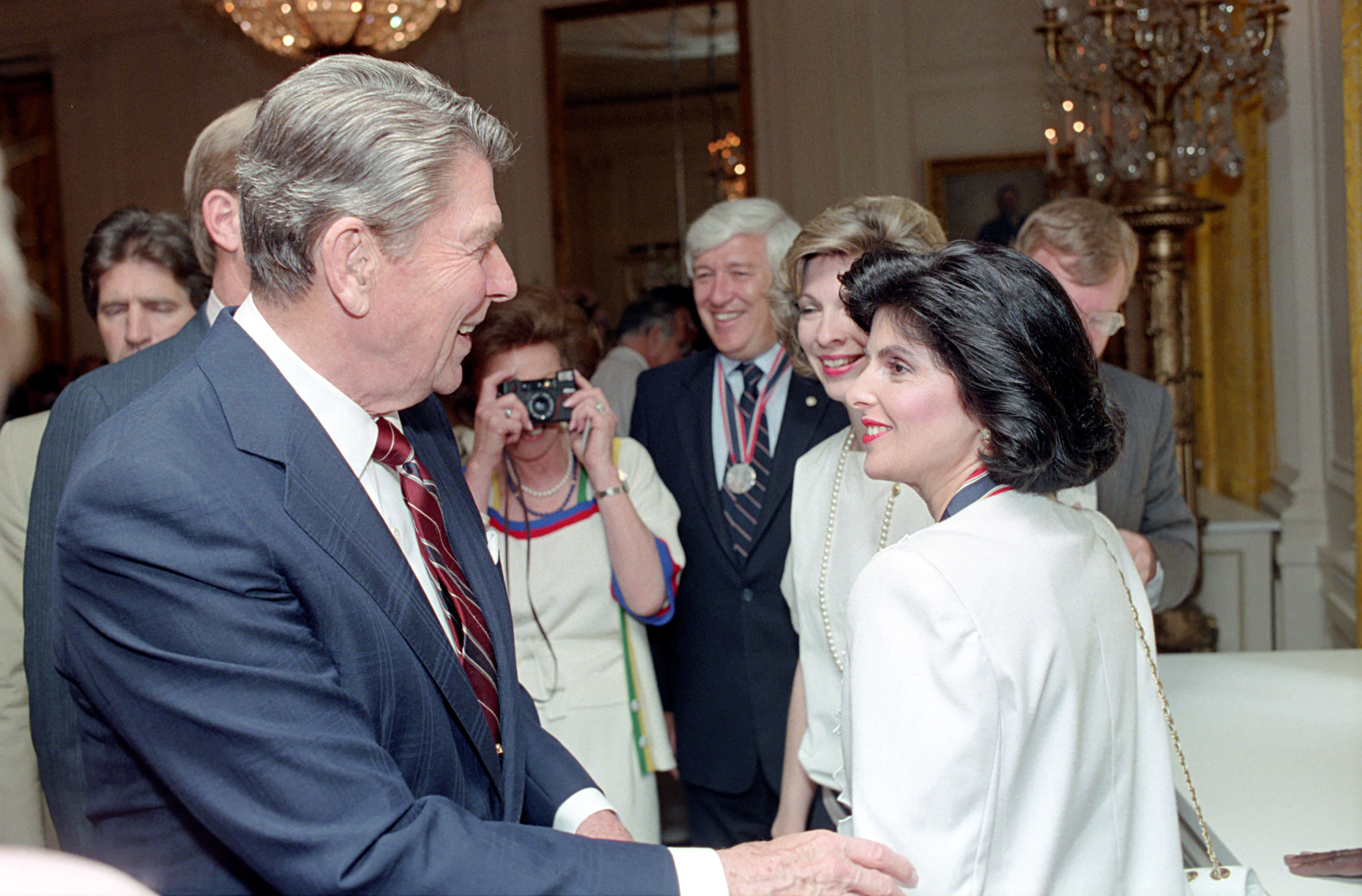
Ausgezeichnet von Ronald Reagan (1986)

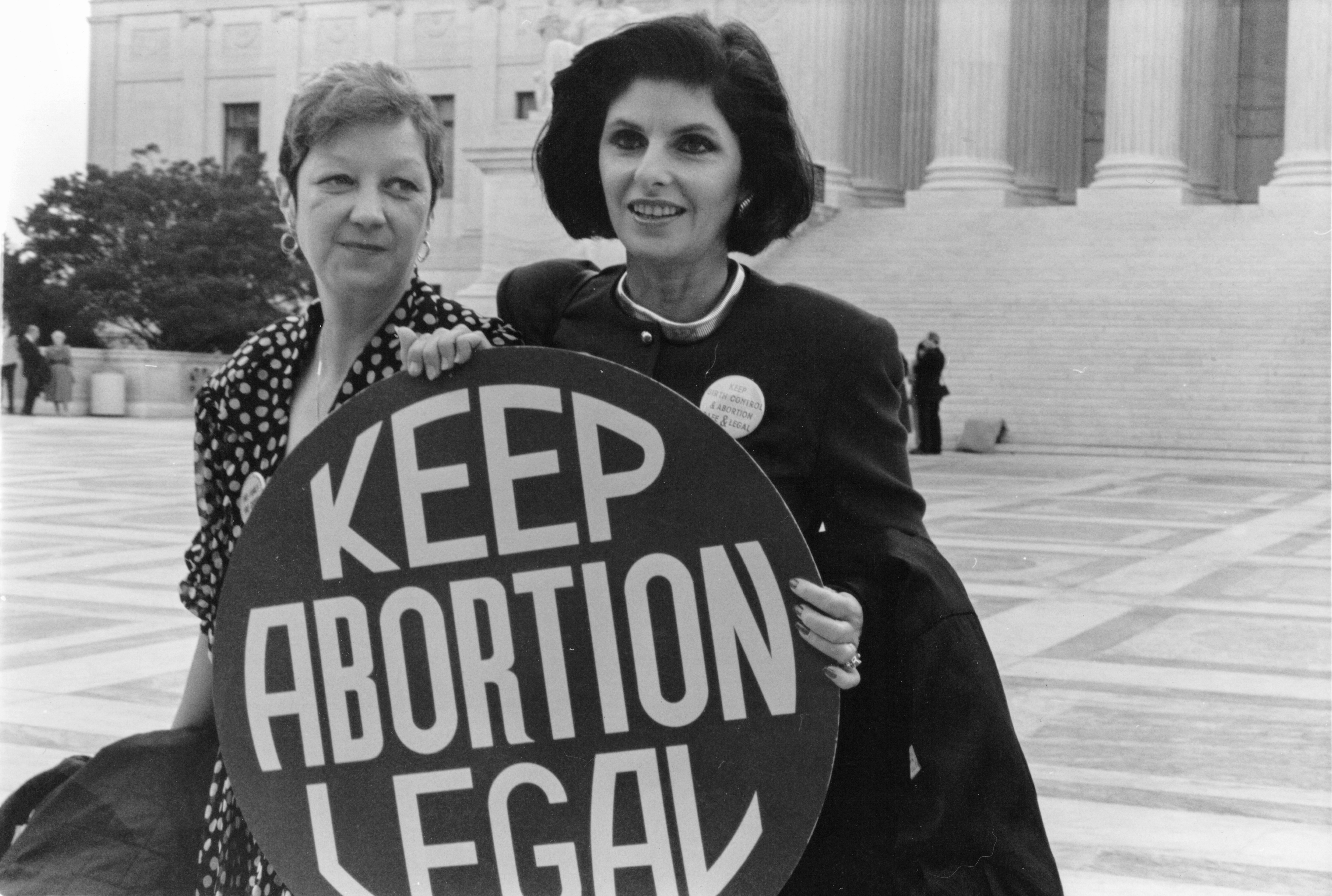
Mit Jane Roe im Jahr 1989 vor dem Supreme Court

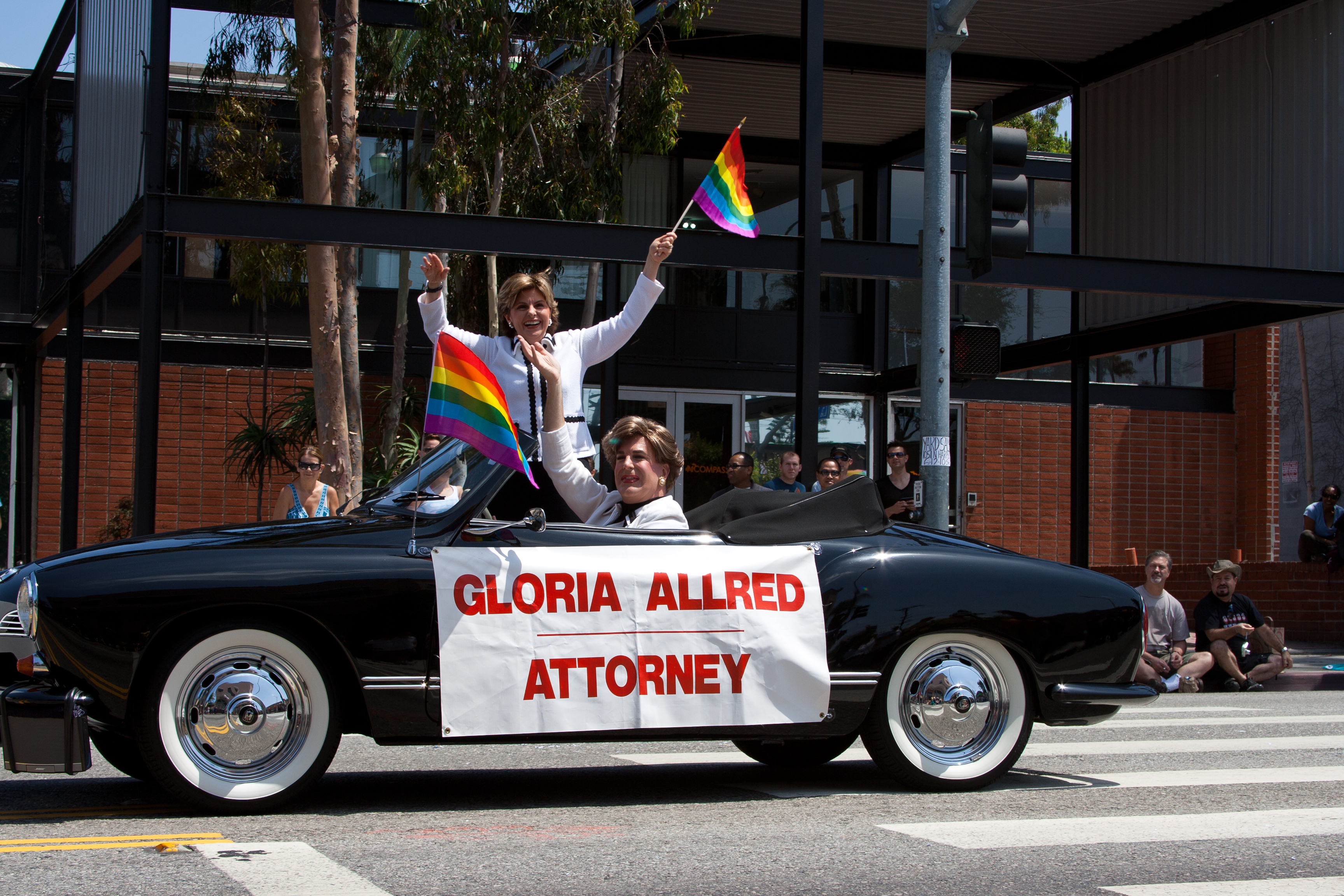
Los Angeles Pride (2010)

Gloria Rachel Allred (* 3. Juli 1941 in Philadelphia als Gloria Rachel Bloom) ist eine US-amerikanische Rechtsanwältin und Bürgerrechtlerin.

## Leben
Gloria Bloom ist Tochter einer Arbeiterfamilie. Sie besuchte die Philadelphia High School for Girls und begann ein Studium an der University of Pennsylvania. Sie heiratete Peyton Bray. Aus der bald geschiedenen Ehe stammt die 1961 geborene Tochter und heutige Rechtsanwältin Lisa Bloom. 1963 erhielt Gloria einen B.A. in Englisch und wurde Lehrerin an der Benjamin Franklin High School. An der New York University erwarb sie noch einen M.A., arbeitete ab 1966 an Schulen in Los Angeles und engagierte sich gewerkschaftlich in der Los Angeles Teachers Association.
1968 heiratete sie William Allred, die Ehe wurde 1987 geschieden. Allred begann ein Jurastudium an der Southwestern Law School und setzte dies an der Loyola Law School fort, wo sie zum J.D. graduierte. 1975 erhielt sie eine Rechtsanwaltszulassung in Kalifornien.
Von der 1976 gegründeten Anwaltsfirma Allred, Maroko & Goldberg wurden seither eine Vielzahl von Rechtsfällen bearbeitet, vornehmlich für Frauen bei Arbeitsrechtsproblemen, Kündigungen, Fällen sexueller Belästigung und Vergewaltigungen. Gelegentlich brachte sie die Streitfälle in die Öffentlichkeit, um die Interessen ihrer Mandantinnen effektiver zu vertreten, und trat wiederholt im Fernsehen auf. Prozessgegner waren Prominente wie David Boreanaz, Herman Cain, Sacha Baron Cohen, Tommy Lee, Esai Morales, Arnold Schwarzenegger und Anthony Weiner.
Sie demonstrierte 1981 in der Öffentlichkeit für die Liberalisierung des Abtreibungsrechts und gewann dabei einen Beleidigungsprozess gegen den Politiker John G. Schmitz. Als die Schauspielerin Hunter Tylo von ihrer Produktionsfirma wegen Schwangerschaft entlassen wurde, prozessierte Allred in einem Musterprozess für den Kündigungsschutz von Schwangeren. 2008 gewann sie einen richtungsweisenden Prozess für das Recht auf Gleichgeschlechtliche Ehe im Staat Kalifornien.
Unter anderem auch für ihre Radiosendungen erhielt Allred eine Vielzahl von Anerkennungen, so 1986 den President’s Volunteer Service Award. Sie wurde wegen ihrer Bekanntheit auch parodiert, so in der 248. Episode der Simpsons.
2019 wurde Allred in die National Women's Hall Of Fame aufgenommen.

## Schriften (Auswahl)
- Gloria Allred; Deborah Caulfield Rybak: Fight Back and Win: My Thirty-Year Fight against Injustice and How You Can Win Your Own Battles. New York: ReganBooks, 2006, ISBN 978-0-06-073928-7 Inhalt (nicht eingesehen)